# فيليب مكسيس
فيليب مكسيس (بالفرنسية: Philippe Mexès)‏ (ولد في 30 مارس 1982) لاعب كرة قدم فرنسي سابق، لعب في مركز قلب الدفاع. ولعب لنادي إيه سي ميلان.

## مسيرته مع الأندية

### أوسير
بدأ مكسيس مشواره الكروي مع ناديه المحلي نادي تولوز الفرنسي، وكانت شقيقته الكبرى تحضره إلى الوحدات التدريبية. انتقل بعدها إلى نادي أوسير للشباب في سن السادسة عشرة بعد إظهاره مواهباً متميزة في سنٍّ صغيرة. تدرّج في مشواره الكروي ولعب خمسة مواسم مع فريق نادي أوسير.

### نادي روما
2004 - 2005
وقع مكسيس في حزيران/يونيو من عام 2004 عقداً لأربع سنوات مع نادي روما. كان قرار اللاعب بالانتقال فردياً ودون الرجوع إلى ناديه نادي أوسير مما أوقع نادي روما في مشاكل وتم إيقاف اللاعب ثم رفع الحظر مؤقتاً. لعب مكسيس أول مباراة له في دوري الدرجة الأولى الإيطالي لكرة القدم ضد نادي فيورنتينا في 12 سبتمبر 2004. في فبراير 2005 رُفض الاستئناف المقدم ضد قرار ايقافه لستة أسابيع وتم إيقافه حتى أبريل. تمكن اللاعب من حل المعضلة وأنقذ نادي روما من دفع غرامة بمقدار سبعة ملايين يورو لنادي أوسير.

## روابط خارجية
- فيليب مكسيس على موقع الاتحاد الدولي (مؤرشف)  (الإنجليزية)
- فيليب مكسيس على موقع الاتحاد الأوربي (الإنجليزية)
- فيليب مكسيس على موقع رابطة كرة القدم الفرنسية للمحترفين (الإنجليزية)
- فيليب مكسيس على موقع قاعدة بيانات كرة القدم.إي يو (الإنجليزية)
- فيليب مكسيس على موقع بيانات كرة القدم. دي إي (الألمانية)
- فيليب مكسيس على موقع ليكيب (الفرنسية)
- فيليب مكسيس على موقع ناشيونال فوتبول تيمز (الإنجليزية)
- فيليب مكسيس على موقع Soccerbase.com (لاعب) (الإنجليزية)
- فيليب مكسيس على موقع Soccerway.com (الإنجليزية)
- فيليب مكسيس على موقع عالم كرة القدم.نت (الإنجليزية)